# Acinipe nadigi
Acinipe nadigi är en insektsart som beskrevs av Marius Descamps och Mounassif 1972. Acinipe nadigi ingår i släktet Acinipe och familjen Pamphagidae.

## Underarter
Arten delas in i följande underarter:
- A. n. punctata
- A. n. nadigi